# Mont-Saint-Aubert
Pour les articles homonymes, voir Aubert et Saint-Aubert.
Mont-Saint-Aubert (en wallon Mont-dlé-Tournai) est un village de Belgique situé en Wallonie picarde, au nord-ouest de la province de Hainaut, à quatre kilomètres au nord de la ville de Tournai. Il fait administrativement partie de cette ville depuis la fusion des communes de 1977, étant dans le district de Kain ; c’était auparavant une commune à part entière. Le mont qui donne son nom à la commune culmine à 149 mètres.

## Éponymie
Aubertianella, un genre de ciliés fossiles, trouvé dans les couches éocènes du mont de la Trinité, a été nommé d’après Mont-Saint-Aubert.

## Évolution démographique
- Sources : INS, Rem. : 1831 jusqu'en 1970 = recensements, 1976 = nombre d'habitants au 31 décembre.

## Histoire
À l’époque gallo-romaine, le mont Saint-Aubert était alors d'après Jacques de Guyse un lieu de culte appelé Mont Minerve, les druides y cueillaient le gui en vue de célébrer l’équinoxe du printemps[réf. nécessaire]. À l’arrivée du christianisme, l’appellation païenne ("païen" est un terme d'origine latine, "paganus", "le paysan"; il conviendrait d'écrire plutôt "antique gaulois") a été remplacée par celle religieuse de mont de la Trinité (Sources?). Au milieu du VIIe siècle, il prit le nom de mont Saint-Aubert. Saint Aubert, évêque de Cambrai, était un ermite qui avait choisi de vivre en reclus au mont. Il y exerçait le métier de boulanger et, avec l’aide de son âne, vendait le pain aux riches pour redistribuer la recette aux pauvres. C’est en son honneur qu’on nomma dès lors son village Mont-Saint-Aubert.  

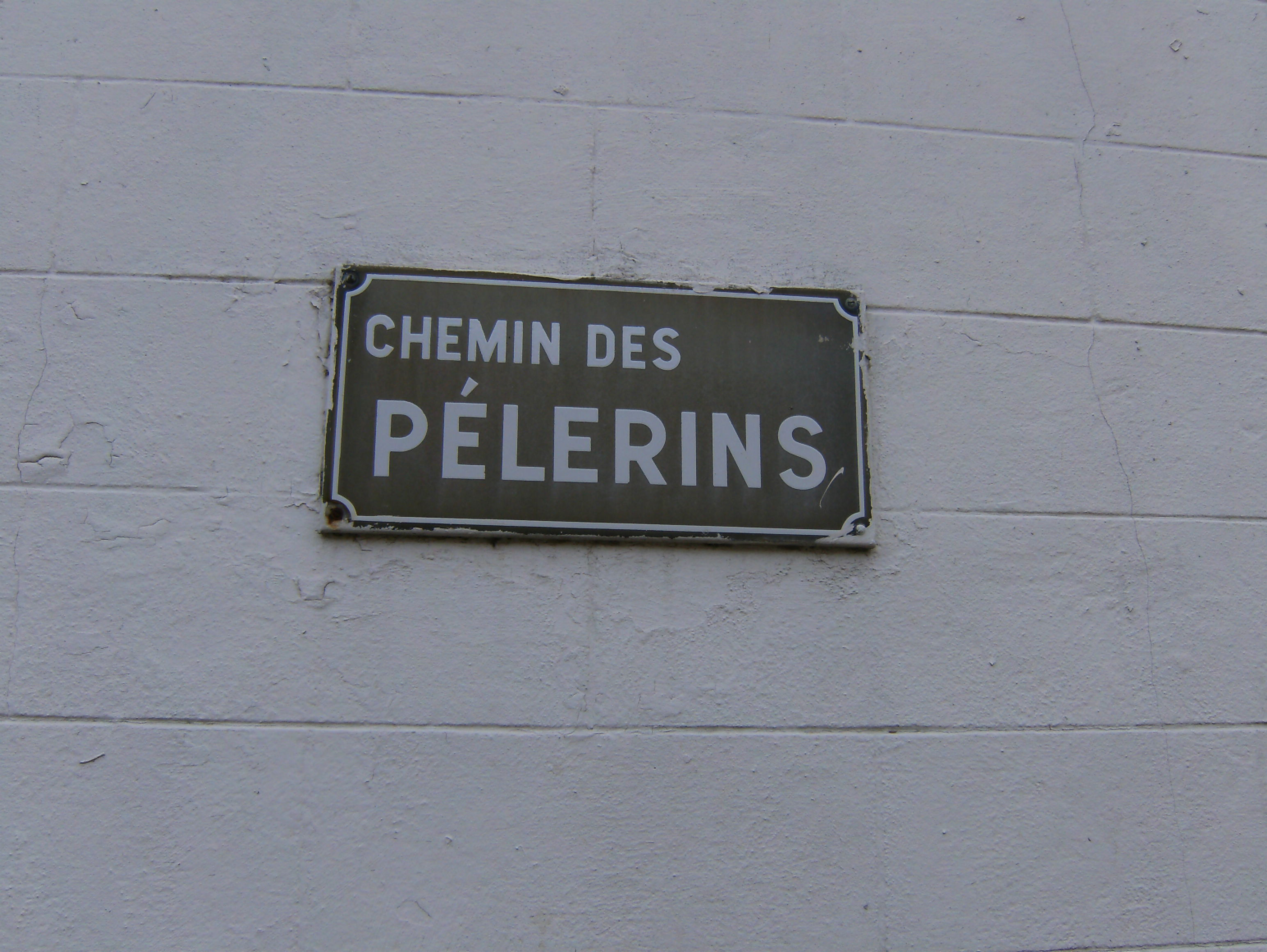
Chemin des Pèlerins au Mont-Saint-Aubert.

Aux environs du XIIe siècle, une chapelle dédiée à la Sainte-Trinité a été édifiée au mont. À cette époque, un pèlerinage s’y rendait pour y honorer la Sainte Vierge. Cependant, les pèlerins, découragés par la difficulté du périple, délaissèrent le culte de Notre-Dame au profit de celui de la Vierge du Tumulus (chapelle Notre-Dame-de-la-Tombe à Kain). Au XIVe siècle, la secte fanatique des Flagellants demandait à ses partisans de gravir le mont pieds nus, coiffés d’un chapeau noir et munis d’un fouet pour obtenir la miséricorde (Sources?).
Au XVIe siècle, Philippe de Wattripont, écuyer, est seigneur du fief de Rieuwez (sur Mont-Saint-Aubert), du fief de l'Espinoit (sur Escanaffles) etc. Licencié es droits, conseiller criminel de l'empereur (Ferdinand Ier ou Maximilien II) et son procureur au bailliage de Tournai-Tournaisis, il a pour épouse Marie-Catherine de Froidmont.

## Patrimoine et culture

### Patrimoine et culture

#### Le jardin des Poètes

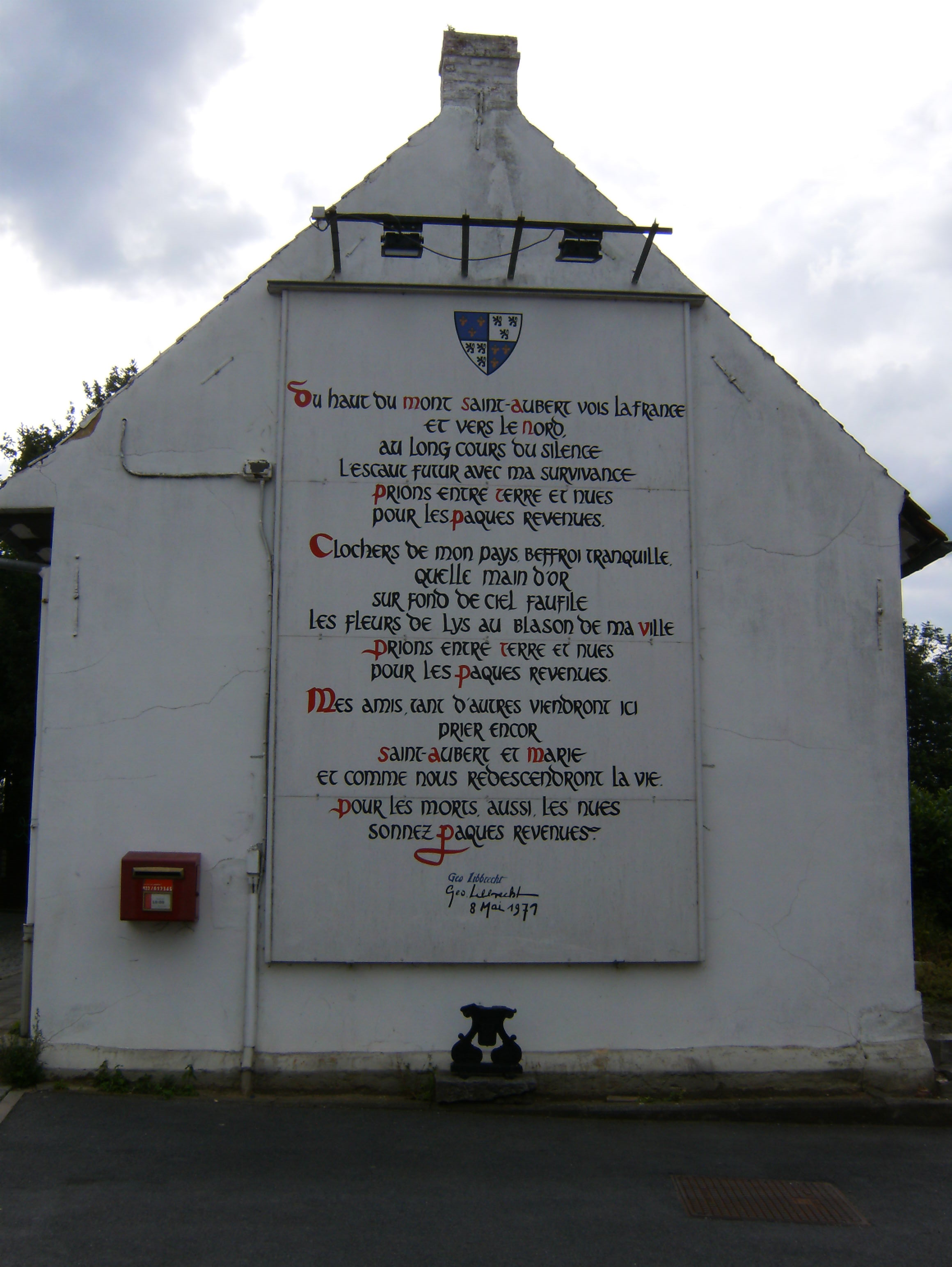
Poème de Géo Libbrecht sur la façade de la maison face au Jardin des poètes.

Situé sur le flanc ouest du cimetière de Mont-Saint-Aubert, le jardin des Poètes réunit les sépultures de neuf poètes issus notamment de l’association Unimuse et de l’Académie royale de langue et de littérature françaises de Belgique. L’architecte tounaisien Léopold Henno s’est vu attribuer la réalisation du projet. Le 8 mai 1971, le jardin des Poètes est inauguré à l’occasion du 80e anniversaire de son mécène Géo Libbrecht. Celui-ci dira de ce lieu où il est aujourd’hui enterré qu’il forme un « arc de cercle où viennent se placer les tombes individuelles en éventail, orientées vers la France. »

#### Le chemin des Poètes

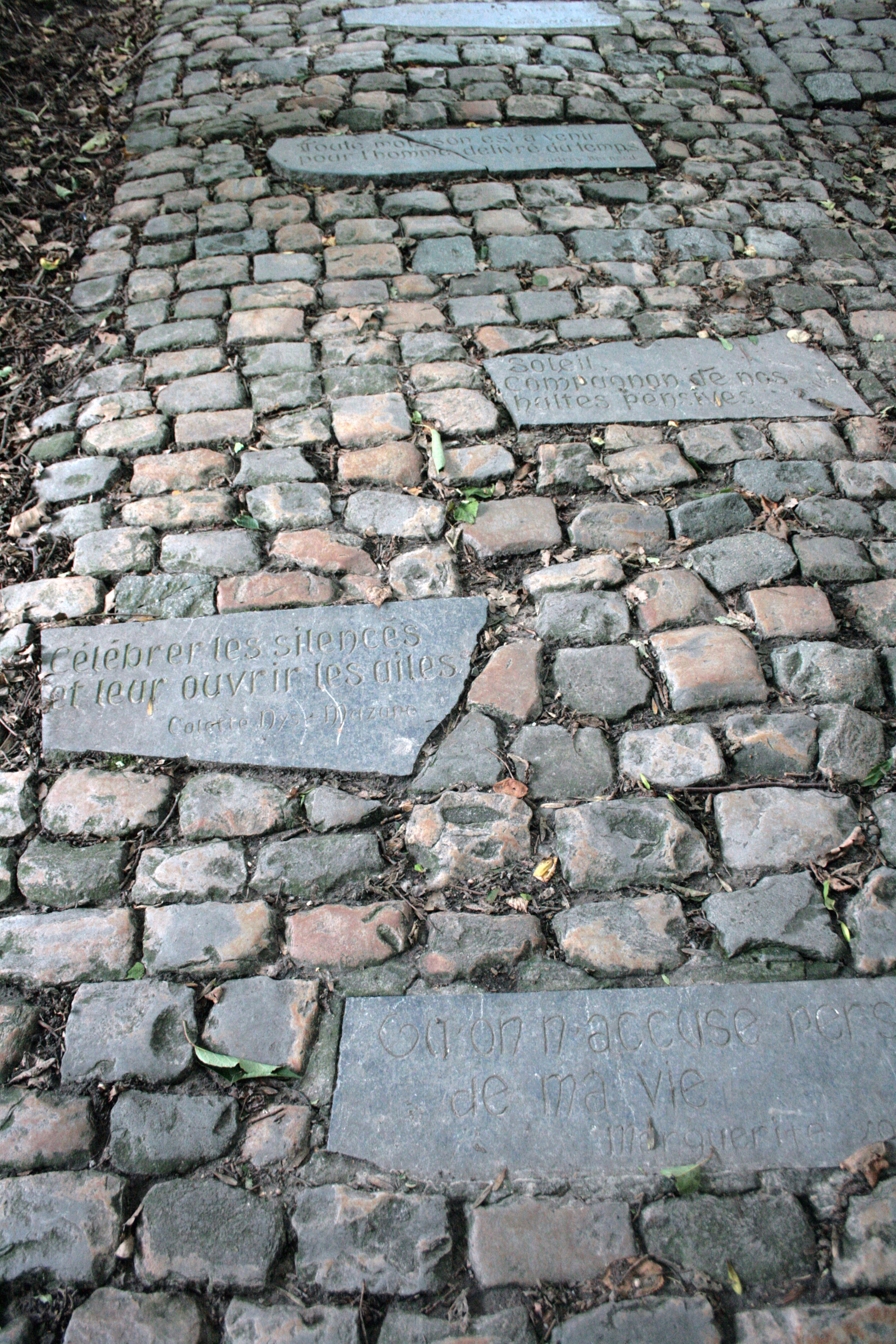
Chemin des Poètes.

Sentier pavé reliant la rue du Reposoir à la place de Mont-Saint-Aubert, le chemin des Poètes a pour particularité d’être jalonné de pierres bleues reprenant des épigraphes de poètes et d’écrivains. Créé à l’initiative de Géo Libbrecht, ce chemin compte aujourd’hui une cinquantaine de citations.

#### La croix Jubaru
La croix Jubaru, située au bas de l’avenue du Rinval, face aux îlots directionnels, a été érigée en mémoire d’Amand-Amédée Jubaru de Tourcoing. Le 14 juillet 1897, Jubaru s’était rendu au mont Saint-Aubert avec deux de ses amis pour y faire une randonnée à vélo. Au cours de la descente, le jeune homme, alors âgé de 26 ans, perdit le contrôle de sa bicyclette et s’écrasa contre le mur du château de madame d’Ogimont.
À quelques hectomètres de la croix se trouve le col de la Croix-Jubaru, le premier reconnu officiellement en Belgique.  Inauguré en avril 1985 à l’initiative des Audax de Tournai, il culmine à 99 mètres d’altitude.

### Folklore

#### La marche à Bâton
Chaque lundi de Pâques, la marche à Bâton est organisée à Mont-Saint-Aubert. Trois parcours allant de 6 à 20 kilomètres sont proposés aux participants. Toute une série d’animations sont également mises en place pour l’occasion.
Cette manifestation trouve ses origines au XIVe siècle. À l’époque, des fidèles effectuaient un pèlerinage au mont le jour de Pâques afin d’y vénérer la Sainte Vierge. Au fil du temps, cette tradition perd peu à peu son caractère religieux. Ainsi au XIXe siècle, les jeunes tournaisiens, après avoir fait le tour du cimetière descendaient vers le bosquet le plus proche afin d’y couper un morceau de bois. Une fois leur bâton taillé, ils s’adonnaient à de petits combats pacifiques. De cette tradition nous vient l’expression « marche à Bâton ».

#### Autres manifestations
La marche à Bâton n’est pas la seule manifestation qu’accueille Mont-Saint-Aubert. Au cours du mois de juillet, la fête du pain est organisée dans le village nommé de saint Aubert, patron des boulangers. De nombreux évènements sportifs ont également lieu à Mont-Saint-Aubert, tels qu’une course de côte automobile, un trail et des courses cyclistes.

## Économie

### Tourisme

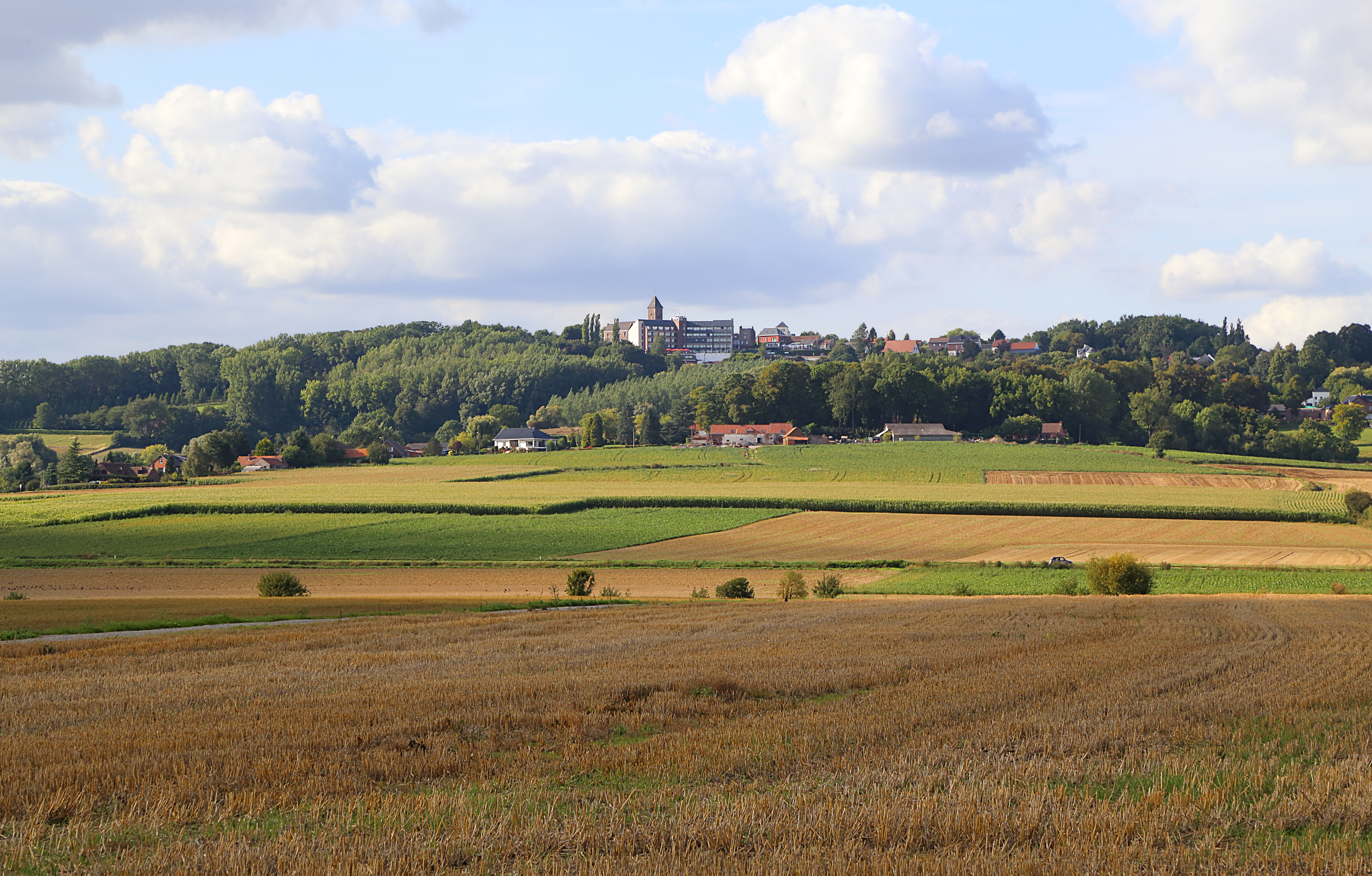
Mont-Saint-Aubert.

Au XXe siècle, le tourisme connaît une formidable croissance à Mont-Saint-Aubert. Dès 1927, un hôtel de huit chambres ouvre ses portes. Jouissant d’un panorama exceptionnel sur le tournaisis, il fut logiquement appelé hôtel Belle-vue. En 1936, lui succéda l’hôtel du Lion qui servit de refuge aux allemands lors de la seconde guerre mondiale. Aujourd’hui, les nombreux sentiers jalonnants le mont (dont le GR 122) font de celui-ci un endroit privilégié pour les randonneurs et cyclistes. De nombreux restaurants et cafés y sont présents venant profiter de l’attrait touristique de la petite montagne. De plus, le 
Floréal Club "Le Panoramique". propose plusieurs logements et un grand choix d’activités très varié avec notamment la plus ancienne piste de luge d’été de Belgique.